# 윤길중 (탁구 선수)
윤길중(尹吉重)는 대한민국의 탁구 선수였다. 1978년 타이 방콕 아시안 게임에서 복식 동메달을 획득하였으며 1986년, 1990년, 1994년 아시안게임에서는 국가대표 전임지도자로 활동했다. 동아증권과 현대시멘트 실업팀 감독을 역임했다.
1. ↑  “탁구팀 감독 윤길중ㆍ육상팀 감독 백승도”. 2012년 12월 10일. 2020년 5월 26일에 확인함.